# Inrikesminister
Inrikesminister är den minister i ett lands regering som vanligtvis ansvarar för polisväsendet, kriminalvården, migrationsfrågor, gränskontroll samt säkerhet och allmän ordning. Inrikesministern leder ett inrikesministerium eller motsvarande och bistås i detta av en vanligtvis politiskt tillsatt tjänsteman som i flera länder innehar titeln statssekreterare. 
I många länder är inrikesministern en av de mer prestigefyllda ministerposterna, till exempel Ryssland, Frankrike och Tyskland. I Storbritannien ingår inrikesministern, tillsammans med premiärministern, finansministern och utrikesministern, i den kvartett av ministerposter som benämns Great Office of State. Även i Spanien har inrikesministerposten hög status och rangordnas som nummer fem bland regeringens fackministrar, efter utrikes-, justitie-, försvars- och finansministern. I USA finns det dels en inrikesminister, Secretary of the Interior, som förvaltar allmän mark och ansvarar för frågor om USA:s ursprungsbefolkning, och dels en inrikessäkerhetsminister, Secretary of Homeland Security, som ansvarar för mer traditionella inrikesdepartementala frågor såsom säkerhet- och polisfrågor.
Sverige har periodvis haft en inrikesminister. Mikael Damberg var inrikesminister, placerad på Justitiedepartementet, i regeringen Löfven I. Tidigare har det funnits svenska inrikesministrar 1947-1973 samt 1996-1998. Från 1998 till 2014 fanns en migrationsminister som sorterade under Justitiedepartementet och som handlade vissa inrikesdepartementala frågor. I Norge och Danmark ansvarar idag justitieministern för säkerhets- och polisfrågor och indenrigs- og sundhedsminister i Danmark ansvarar i stället för socialpolitiska frågor. I Schweiz handlägger inrikesministern, som benämns förbundsråd och chef för inrikesdepartementet, social- utbildning- och kulturpolitiska frågor.
I Europeiska kommissionen motsvaras ämbetet av kommissionären med ansvar för inrikes frågor. Inom ramen för Europeiska unionens råd ministerrådet möts inrikes-, justitie- och migrationsministrarna i formationen rådet för rättsliga och inrikes frågor. 

## Lista över Inrikesministerbefattningar
| Land           | Ministerns titel                                                                                      | Biträde                                                                | Ministerium                                                                            |
| -------------- | --- | ---------------------------------------------------------------------- | -------------------------------------------------------------------------------------- |
| Australien     | Home Affairs Minister                                                                                 | Assistant minister                                                     | Department of Home Affairs                                                             |
| Belgien        | Ministre fédéral de la Sécurité et de l'Intérieur                                                     |                                                                        | Service public fédéral Intérieur                                                       |
| Danmark        | Økonomi- og Indenrigsminister                                                                         | Departementschef                                                       | Økonomi- og Indenrigsministeriet                                                       |
| Filippinerna   | Secretary of Interior and Local Government Kalihim ng Interyor at Pamahalaang Lokal                   | Undersecretary                                                         | Department of Interior and Local Government Kagawaran ng Interyor at Pamahalaang Lokal |
| Finland        | Inrikesminister                                                                                       | Statssekreterare/ Kanslichef                                           | Inrikesministeriet                                                                     |
| Frankrike      | Ministre de l'intérieur, de l'outre-mer et des collectivités territoriales                            | Secrétaire d'État (Statssekreterare)                                   | Ministère de l'intérieur, de l'outre-mer et des collectivités territoriales            |
| Georgien       | Sjinagan sakmeta ministri (შინაგან საქმეთა მინისტრი)                                                  |                                                                        | Sjinagan sakmeta saministro (შინაგან საქმეთა სამინისტრო)                               |
| Italien        | Ministro dell'Interno                                                                                 | Sottosegretario di Stato (Understatssekreterare)                       | Ministero dell'Interno                                                                 |
| Kanada         | Minister of Public Safety and Emergency Preparedness (Minister för allmän säkerhet och krisberedskap) | Deputy Minister                                                        | Department of Public Safety and Emergency Preparedness                                 |
| Malaysia       | Menteri Dalam Negeri                                                                                  |                                                                        | Kementerian Dalam Negeri                                                               |
| Mexiko         | Secretaria de Gobernación                                                                             |                                                                        | Secretaría de Gobernación                                                              |
| Nederländerna  | Minister van Binnenlandse Zaken en Koninkrijksrelaties                                                |                                                                        |                                                                                        |
| Nya Zeeland    | Minister of Internal Affairs                                                                          |                                                                        | Department of Internal Affairs Te Tari Taiwhenua                                       |
| Ryssland       | Министр внутренних дел (Ministr vnutrennikh del)                                                      |                                                                        | Министерство внутренних дел Российской Федерации Ministerstvo Vnutrennikh Del          |
| Schweiz        | Bundesrat/Le conseiller fédéral (Förbundsråd)                                                         |                                                                        | Eidgenössisches Departement des Innern/ Département fédéral de l'intérieur             |
| Spanien        | Ministro del Interior                                                                                 | Secretario de Estado                                                   | Ministerio del Interior                                                                |
| Storbritannien | Secretary of State for the Home Department I dagligt tal Home Secretary                               | Minister of State                                                      | Home Office                                                                            |
| Sverige        | Inrikesminister                                                                                       | statssekreterare                                                       | Justitiedepartementet                                                                  |
| Tyskland       | Bundesminister des Innern und für Heimat I dagligt tal Innenminister                                  | Staatssekretär                                                         | Bundesministerium des Innern und für Heimat                                            |
| USA            | Secretary of Homeland Security Secretary of the Interior                                              | Deputy Secretary of Homeland Security Deputy Secretary of the Interior | Department of Homeland Security Department of the Interior                             |